# Louis Rolland du Roscoat
Louis Marie Raoul Rolland, vicomte du Roscoät, né le 2 avril 1853 à Orléans (Loiret) et mort le 7 juin 1930 à Perros-Guirec (Côtes-du-Nord), est un homme politique français.

## Biographie
Louis Marie Raoul Rolland du Roscoät est le fils de Casimir Rolland du Roscoät, capitaine dans la garde royale, et de Laure Baguenault de Puchesse. Il épouse Marguerite Yvonne Sablon du Corail.
Licencié en droit, il se consacre à la gestion de ses propriétés et à la politique. Maire de Coadout depuis 1882, conseiller général du canton de Bourbriac, il est député des Côtes-du-Nord, inscrit au groupe de l'Action libérale, de 1902 à 1906. Il intervient à de nombreuses reprises lors des débats sur les affaires religieuses.

## Source
- « Louis Rolland du Roscoat », dans le Dictionnaire des parlementaires français (1889-1940), sous la direction de Jean Jolly, PUF, 1960 [détail de l’édition]